# 総社駅
総社駅（そうじゃえき）は、岡山県総社市駅前一丁目にある、西日本旅客鉄道（JR西日本）および井原鉄道の駅である。

## 乗り入れ路線
JR西日本では当駅の所属線である伯備線と、当駅を終点とする吉備線（愛称：桃太郎線）が、井原鉄道では当駅を起点とする井原線が乗り入れている。なお、伯備線と井原線は清音駅 - 当駅間で同一線路を共有するが、重複区間（別々の会社が同じ線路を持つ扱い）となっている。駅番号はJRのみ制定されており、伯備線はJR-V07、吉備線はJR-U10である。
JR総社駅の事務管コードは▲650403を使用している。

## 歴史
- 1925年（大正14年）
  - 2月17日：伯備南線の倉敷駅 - 宍粟駅（現在の豪渓駅）間開通と同時に西総社駅として開業[2]。
  - 8月7日：中国鉄道吉備線が旧・総社駅（現在の東総社駅）から当駅まで延伸[5]。乗換駅となる。
- 1928年（昭和3年）10月25日：伯備南線が伯備線の一部となり、当駅もその所属となる。
- 1944年（昭和19年）6月1日：中国鉄道吉備線が国有化され、再び国有鉄道単独駅となる[5]。
- 1959年（昭和34年）11月1日：駅名を総社駅に改称[2]。
- 1985年（昭和60年）3月14日：荷物扱い廃止[2]。
- 1986年（昭和61年）
  - 4月1日：みどりの窓口営業開始[6]。
  - 11月1日：貨物取扱廃止[2]。
- 1987年（昭和62年）4月1日：国鉄分割民営化に伴い、西日本旅客鉄道（JR西日本）の駅となる[2]。
- 1998年（平成10年）12月2日：橋上駅舎化[1]。
- 1999年（平成11年）1月11日：井原鉄道井原線の総社駅 - 清音駅 - 神辺駅間が開業し、同線の駅も開業[1]。当初はジェイアール西日本岡山メンテックが窓口業務を担当したが、その後清音駅と共に備北観光（総社市内のタクシー事業者・備北タクシーの子会社）に変更された。
- 2007年（平成19年）
  - 6月24日：JR改札へICOCA対応の自動改札機導入。
  - 9月1日：ICカード「ICOCA」の利用が可能となる。
- 2010年（平成22年）4月1日：井原鉄道の窓口業務を廃止、無人化。同時に自動券売機を設置。
- 2013年（平成25年）4月1日：井原鉄道の自動券売機を撤去。
- 2021年（令和3年）
  - 2月4日：この日をもってみどりの窓口が営業を終了[7][8][9]。
  - 2月5日：みどりの券売機プラスの利用を開始[7][8][9]。

## 駅構造
単式ホーム1面1線とその反対側にある切欠きホーム1線、島式ホーム2面4線の、合計3面6線のホームを持つ地上駅で橋上駅舎を有する。0番のりば（裏1番線）は1番のりば（1番線）ホームの北側の切り欠き部にある。0・2番のりば（裏1番線・2番線）を吉備線、1 - 3番のりば（1-3番線）を伯備線、5・6番のりば（井原本線・井原副本線）を井原鉄道線が使用する。ホーム間の移動は跨線橋を使う。また、裏1番線の東方に夜間留置用の気留線（桃太郎線は当駅で夜間留置を行う）及び保守用車や工臨などを留置する材料線を備える。
JR線のりばと井原鉄道線のりばの改札は別々になっている。
JRの駅は直営駅で、倉敷駅（管理駅）傘下の地区駅として駅長（部内的には倉敷駅助役）が配置され、清音駅 - 備中広瀬駅までの各駅と吉備線の足守駅 - 東総社駅までの各駅を管轄している。なお、備中鉄道部管轄時代は事実上新見駅の傘下だった。JR側は開閉式の自動改札機と、自動精算機を備える。
JR線ではICOCAが利用可能である（相互利用可能ICカードはICOCAの項を参照）。
井原鉄道の駅は2010年4月から無人駅となっている。乗車券は自動券売機でのみの購入となっていたが、2013年3月限りで撤去され、車内での現金払い扱いとなった。井原鉄道の改札周辺は2022年に改装され、テナントスペースと憩いの場からなる「ADORIBA（アドリバ）」としてリニューアルされた。
JR側、井原鉄道側ともに売店がない状態が続いていたが、総社市内の「縁社屋」が井原鉄道の元駅長室を販売店舗として貸し出すことを発案し、2022年度に総社市の市民提案型事業に採択された。井原鉄道側に整備された「ADORIBA（アドリバ）」のテナントスペースはポップアップストア（期間限定店舗）方式が採用されている。このテナントスペースでは、2022年10月現在、総社市内の弁当店など2団体が利用している。

### のりば
| のりば           | 路線       | 方向       | 行先               | 備考          |
| JR線のりば       | JR線のりば | JR線のりば | JR線のりば         | JR線のりば    |
| ---------------- | ---------- | ---------- | ------------------ | ------------- |
| 0                | 桃太郎線   | -          | 備中高松・岡山方面 | 一部2番のりば |
| 1・2             | 伯備線     | 上り       | 倉敷・岡山方面     |               |
| 3                | 伯備線     | 下り       | 備中高梁・新見方面 |               |
| 井原鉄道線のりば |            |            |                    |               |
| 5・6             | ■井原線    | -          | 井原・神辺方面     |               |

※ 上記の路線名は、旅客案内上の名称（桃太郎線は愛称）で表記している。
付記事項
- 基本的に桃太郎線（吉備線）は0番のりばに発着するが、0番のりばに列車が停車中の場合や、3番のりば発着の伯備線下り列車との接続がある場合に、2番のりばに停車する。また、1日3本のみ2番のりばから発車する桃太郎線がある。
- 2番のりばは伯備線の待避線でもあるため、当駅で特急の通過待ちを行う伯備線普通列車も使用する。現ダイヤ（2025年3月15日改正）では、日に30本の上り普通列車のうち7本が当駅で通過待ちをする。また下りも2本、当駅で通過待ちをする。1日3本ある伯備線の当駅折り返しの列車も2番のりばを使用する。このように発着ホームが頻繁に変わるため、2番のりばから上り普通列車が発車する場合は、改札正面に設置されたベネシャンブラインドを改良したのりば案内が表示される。
- 3番のりばのホーム上にある架線柱には、総社ゆかりの水墨画家雪舟にちなんで、ネズミのデザインがあしらわれている。
- 列車運行と旅客案内とで異なっていた呼称の統一化を図るため、2019年3月16日のダイヤ改正より、橋上化後に改められていた1番のりば・2番のりば・3番のりば・4番のりばの呼称について、それぞれ「0番のりば」・「1番のりば」・「2番のりば」・「3番のりば」と、井原鉄道乗り入れ・橋上駅舎化以前のものに戻された。

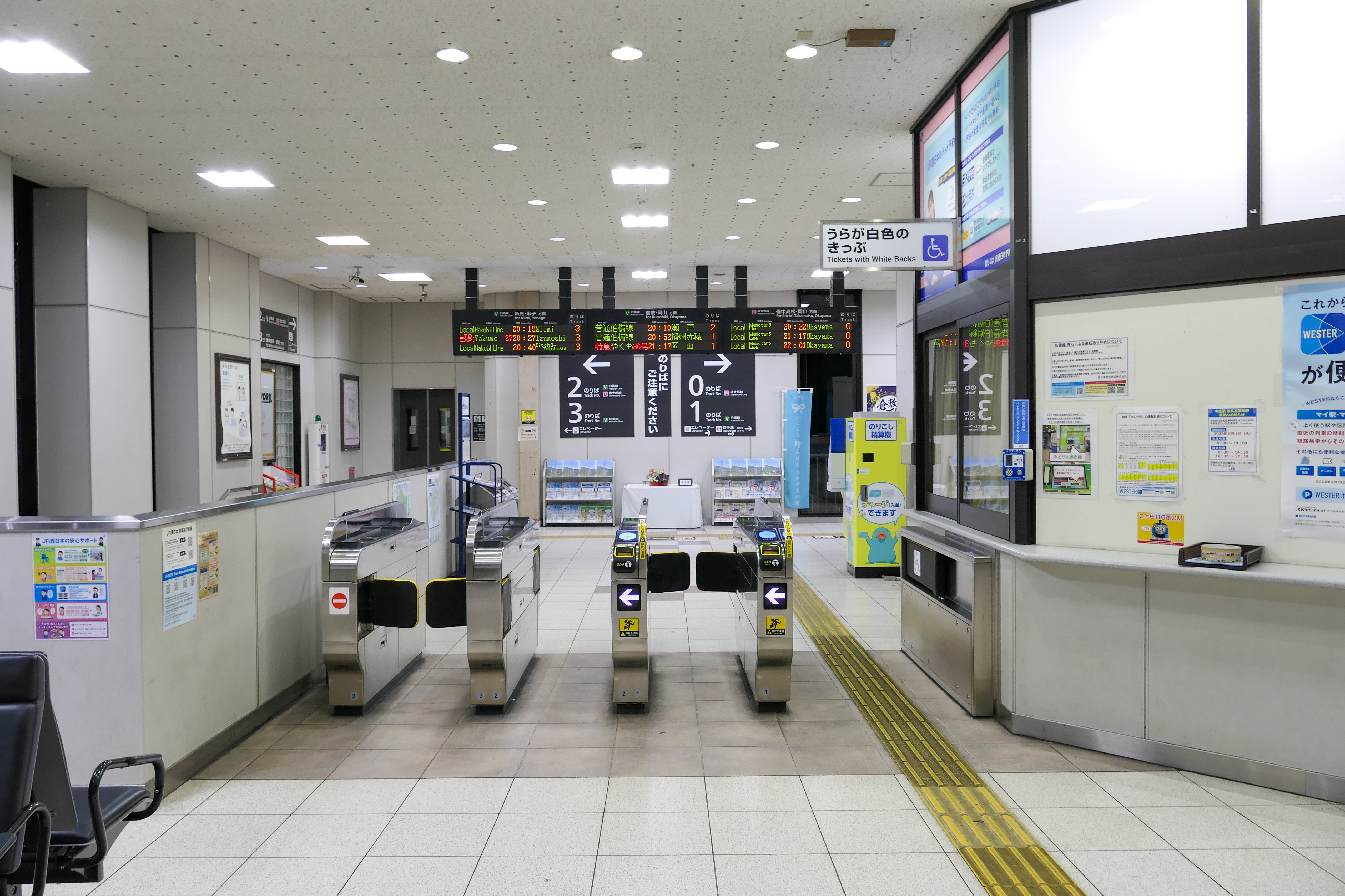
JR改札口（2023年7月）
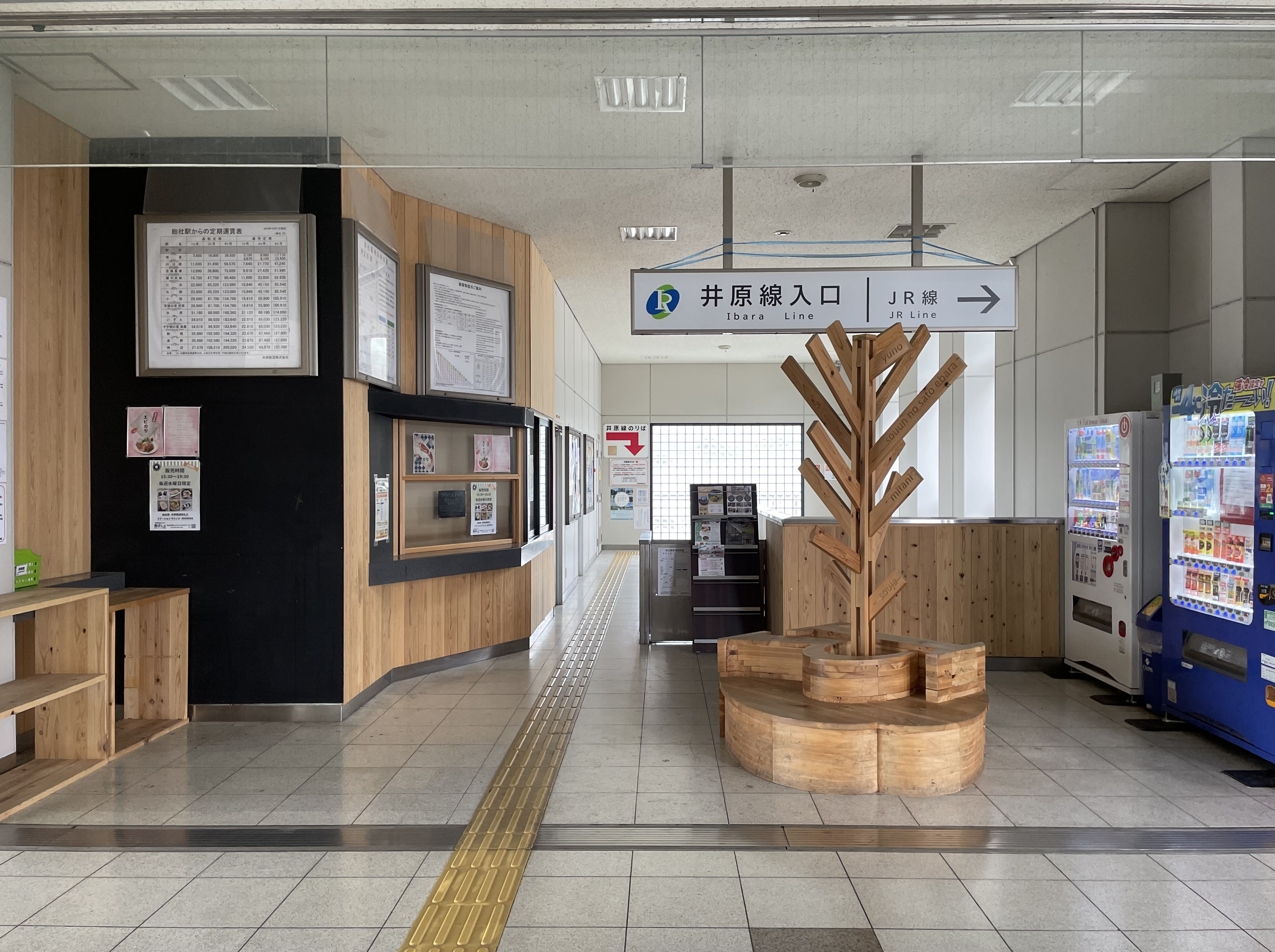
井原鉄道改札口（2024年9月）
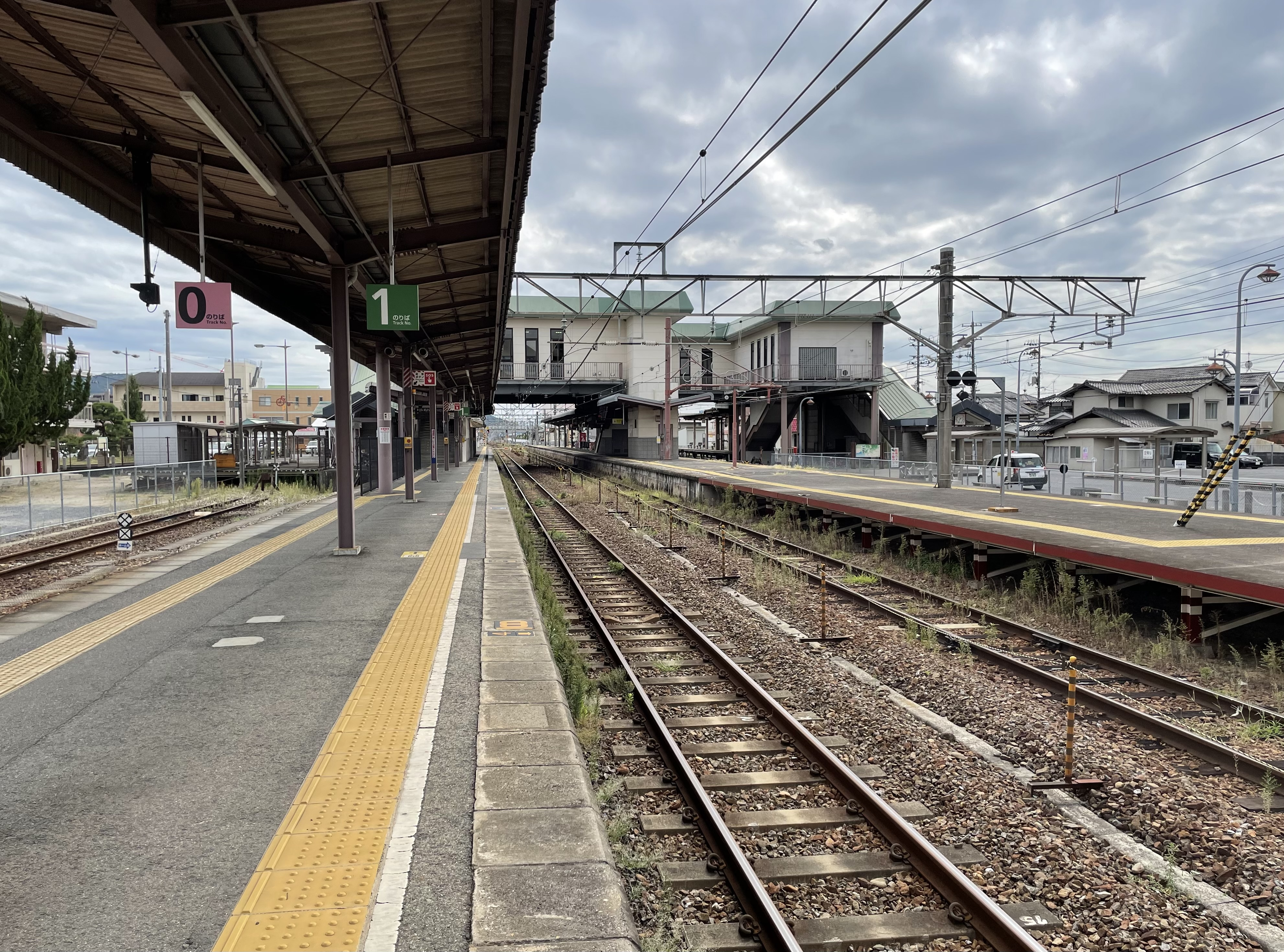
構内（2024年9月）

## 利用状況
JR西日本の1日平均乗車人員は以下の通りである。
井原鉄道井原線の平成17、19、21、23、24、26 - 29年度は乗降調査未実施のためデータなし。
| 年度 | 1日平均乗車人員 | 1日平均乗車人員 |
| 年度 | JR西日本        | 井原鉄道        |
| ---- | --------------- | --------------- |
| 1999 | 3,618           |                 |
| 2000 | 3,463           |                 |
| 2001 | 3,367           |                 |
| 2002 | 3,307           |                 |
| 2003 | 3,245           | 199             |
| 2004 | 3,413           | 151             |
| 2005 | 3,532           |                 |
| 2006 | 3,491           | 134             |
| 2007 | 3,147           |                 |
| 2008 | 3,071           | 107             |
| 2009 | 2,947           |                 |
| 2010 | 3,098           | 85              |
| 2011 | 3,120           |                 |
| 2012 | 3,191           |                 |
| 2013 | 3,254           | 83              |
| 2014 | 3,208           |                 |
| 2015 | 3,329           |                 |
| 2016 | 3,392           |                 |
| 2017 | 3,427           |                 |
| 2018 | 3,555           |                 |
| 2019 | 3,506           |                 |
| 2020 | 2,911           |                 |
| 2021 | 2,939           | 202             |

## 駅周辺
- 総社市役所
- 総社郵便局
- 岡山県立総社南高等学校
- 総社市立総社西中学校
- 総社市立総社中央小学校
- ステーションプラザ ホテル池田屋
- 医療法人仁徳会 森下病院
- 宝福寺 - 雪舟が少年期に修行
- リブ21
  - 天満屋ハピータウンリブ総社店
- アサヒ飲料岡山工場
  - カルピス岡山工場
- 総社 CROSS POINT
- 国道180号
- 国道486号
- 岡山県道421号総社停車場線
- 岡山県道469号倉敷総社線
- エブリイ 総社南
- DCM 総社西店

## バス路線
「総社駅」停留所 にて、以下の路線が発着する。
- 中鉄バス
  - 新本
  - 総社南高北 / 妙仙寺前・宮前

## 隣の駅
※ 伯備線の特急「やくも」（当駅には一部のみ停車）の隣の停車駅については、列車記事を参照のこと。
西日本旅客鉄道（JR西日本）
 伯備線
清音駅 (JR-V06) - 総社駅 (JR-V07) - 豪渓駅 (JR-V08)
 桃太郎線（吉備線）
東総社駅 (JR-U09) - 総社駅 (JR-U10)
井原鉄道
■井原線
総社駅 - 清音駅
- 当駅 - 清音駅間は井原鉄道井原線の第2種鉄道事業区間でもある。